# Lycorea halia
Lycorea halia is een vlinder uit de familie Nymphalidae, onderfamilie Danainae.
De soort komt voor van Peru tot de Caraïben en Mexico. Zwervers bereiken soms Texas. De habitat is regenwoud.
De vlinder heeft een spanwijdte van 95 tot 108 millimeter. De grondkleur van de vleugels is oranje, met zwarte en gele tekening. Opvallend is dat de twee zwarte lijnen op de achtervleugel elkaar raken en een lus vormen, die geel opgevuld is. De tekening op de voorvleugel wordt voor een groot deel ingenomen door de zwarte apex met gele "pootafdruk".
De waardplanten voor deze soort zijn papaja, vijg, frederiksbloem en Jacartia. De volwassen dieren eten van vogelpoep.